# Somatochlora shanxiensis
Somatochlora shanxiensis är en trollsländeart som beskrevs av Zhu och Zhang 1999. Somatochlora shanxiensis ingår i släktet glanstrollsländor, och familjen skimmertrollsländor. Inga underarter finns listade i Catalogue of Life.